# Abtei Saint-Martin von Tournai

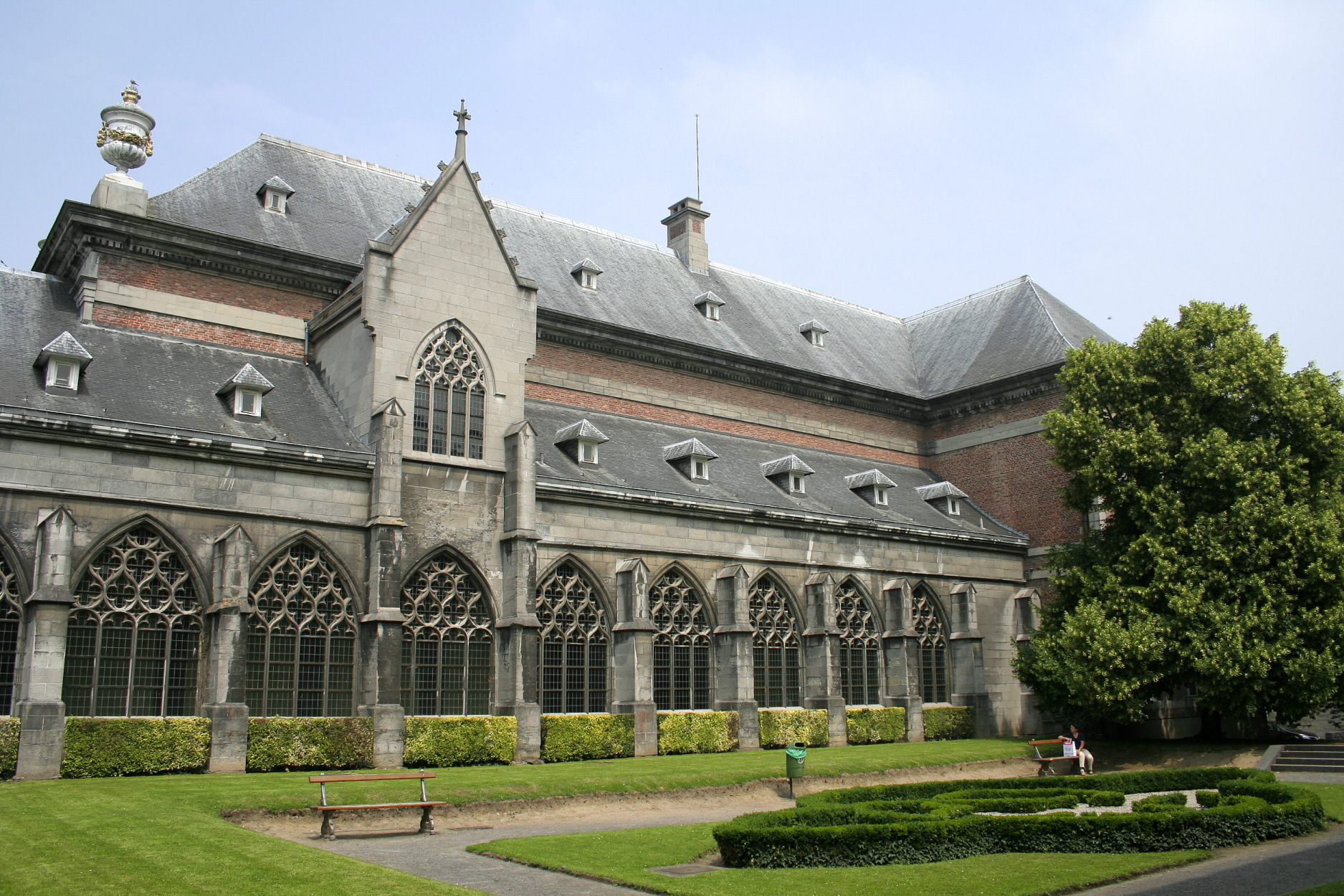
Erhaltene Seite des mittelalterlichen Pfandkorridors

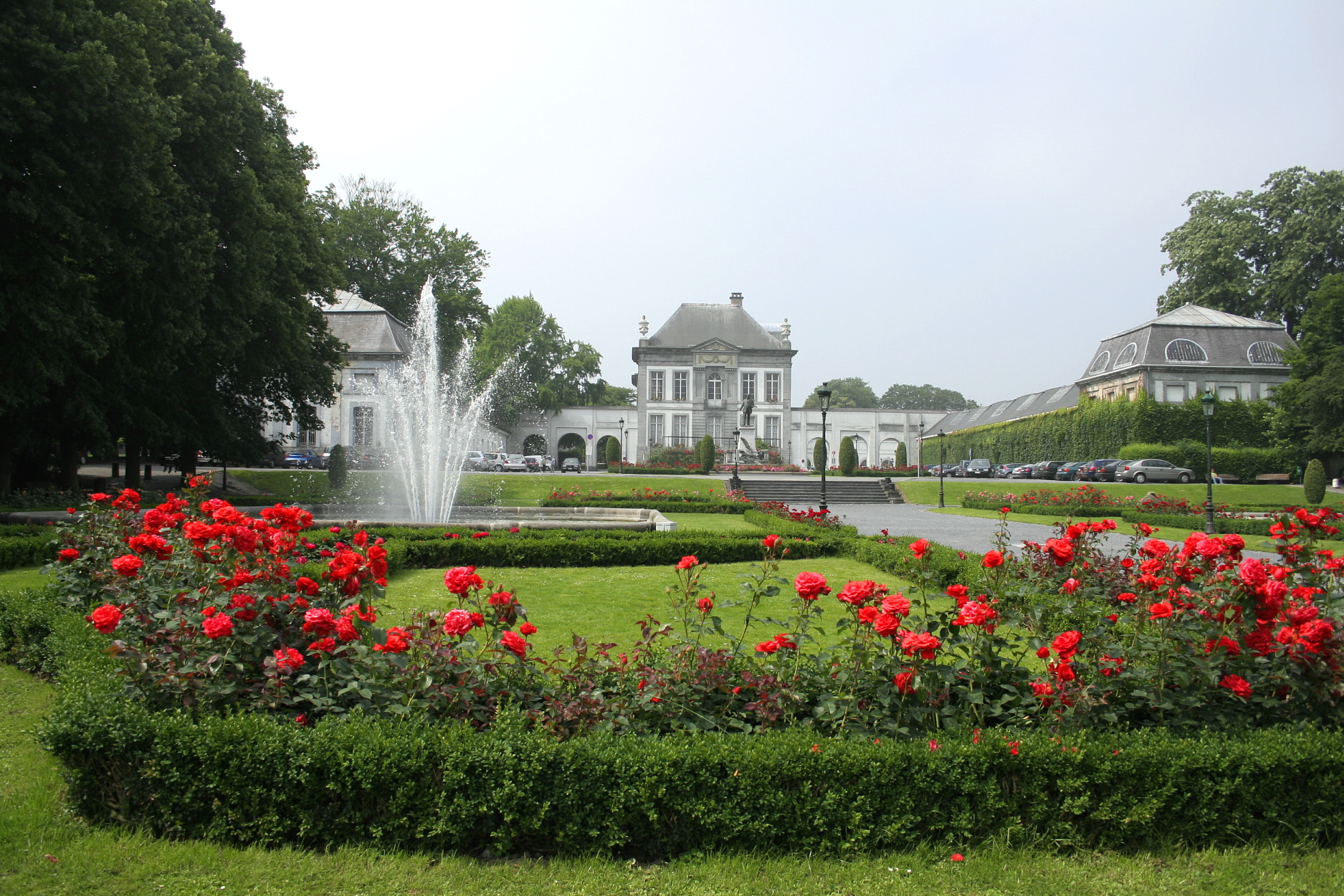
Seite des Abtspalastes, heute Rathaus

Die Abtei Saint-Martin von Tournai (französisch abbaye Saint-Martin de Tournai) im historischen Zentrum von Tournai in der belgischen Region Wallonien ist eine ehemalige Benediktinerabtei, die auf das 7. Jahrhundert zurückgeht. Sie wurde Ende des 11. Jahrhunderts von Odo von Tournai wiedererrichtet und entwickelte sich rasch zu einer bedeutenden Benediktinersiedlung. Ein Feuer zerstörte die Abtei im Jahr 1340 während der Belagerung von Tournai im Hundertjährigen Krieg. Später wurde sie von dem berühmten Architekten Laurent-Benoît Dewez in den 1760er Jahren wiederaufgebaut. Während der Französischen Revolution wurde die Abtei 1796 aufgelöst und die Gebäude wurden weitgehend abgerissen, mit Ausnahme des Abtspalastes, der heute als Rathaus dient.

## Geschichte
Noch vor dem Toleranzedikt von Kaiser Konstantin soll der Heilige Piatus nach Turnacum gekommen sein, um zu predigen. Seit dem 4. Jahrhundert gab es in der Stadt eine christliche Präsenz. Eine neue Evangelisierung begann im 7. Jahrhundert mit dem Heiligen Éloi, Bischof von Noyon und Tournai. Während dieser Zeit gründete er der Überlieferung zufolge in Tournai ein dem heiligen Martin von Tours geweihtes Kloster. Die Normanneneinfälle setzten dem klösterlichen Leben ein Ende.
Odo von Tournai wurde 1087 an die Kathedralschule von Tournai berufen. Als dieser kultivierte Mann beschloss, sich zurückzuziehen, um ein intensiveres geistliches Leben zu führen, versuchten Bischof Radbod II. und die Kanoniker, ihn in der Stadt zu halten, indem sie ihm am 2. Mai 1092 die Überreste des verfallenen Klosters St. Martin schenkten, wo Odo mit einigen Schülern zunächst eine kanonische und bald darauf eine klösterliche Gemeinschaft gründete. Der Übergang von der Regel des Augustinus zur Regula Benedicti erfolgte 1095 auf Anraten von Haymeric, dem dritten Abt von Anchin. Odo wurde erneut zum Abt gewählt.
Unter der Leitung von Odo blühte die Abtei auf. Im Jahr 1105 zählte sie etwa 70 Mönche. Hermann von Tournai, ein Schüler von Odo, wurde Abt und Historiker. Rodulphus leitete eine Werkstatt mit zwölf Kopisten, die zahlreiche Werke der Antike überlieferten. Die Abtei blühte auch auf weltlicher Ebene auf. Ende des 13. Jahrhunderts zählte sie etwa hundert Mönche, die einen großen Grundbesitz verwalteten und nicht weniger als vierzig Priorate gründeten. Sie besaß Wälder, etwa zwanzig Mühlen und die Gerichtsbarkeit über mehrere Städte.

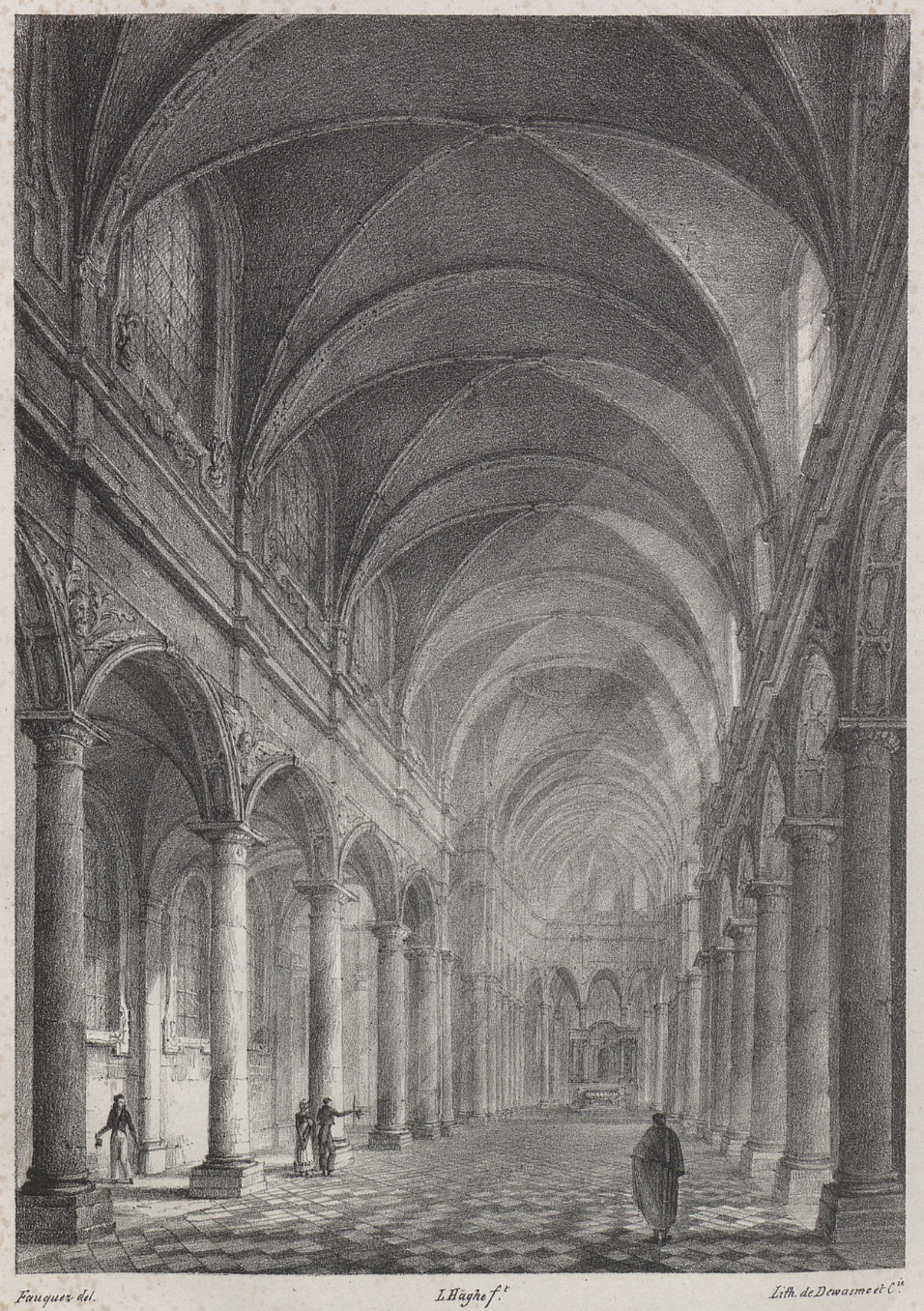
Innenraum der Abtei

Das frühe 14. Jahrhundert war eine Zeit der großen Krise. Schlechtes Management und hohe Ausgaben veranlassten Papst Johannes XXII. im Jahr 1332 zu einer Untersuchung. Er segnete die Abtei nachweislich am 25. Oktober 1332. Der Abt und mehrere Mönche wurden exkommuniziert. Ein neuer Abt, der Chronist Gilles Li Muisis (Le Muisit), wurde ernannt und trug bald dazu bei, das weltliche Ansehen der Abtei zumindest teilweise wiederherzustellen. Die Belagerung von Tournai während des Hundertjährigen Krieges verwüstete die Abtei und die Ernte der Mönche im Jahr 1340 und machte ihre Weiterführung unmöglich.
Unter Abt Robert Delezenne wurde die Abtei St. Martin nach den Plänen des berühmten Architekten Laurent-Benoît Dewez ab dem Jahr 1763 grundlegend umgebaut.
Die Französische Revolution und ihre Auswüchse führten 1796 zur Auflösung des Klosters. Die Gebäude wurden größtenteils abgerissen, wobei die luxuriöse Residenz des Abtes verschont blieb. Im Jahr 1809 zog die Stadtverwaltung von Tournai vorübergehend in die ehemaligen Abteigebäude ein, um sie nach der Unabhängigkeit Belgiens im Jahr 1830 zu ihrem ständigen Wohnsitz zu machen. Das Gebäude und die umliegenden Gebäude wurden durch die Bombardierung im Mai 1940 stark beschädigt.

## Persönlichkeiten

### Äbte
- Odo von Tournai, (1060–1113), erster Abt (1095)[12]
- Hermann von Tournai (* um 1095; † nach 1147), dritter Abt seit 1127 und Chronist der Abtei
- Gilles Li Muisis (1272–1352), Abt seit 1131, Chronist und Dichter
- Jacques Muevin (1296–1339), Chronist
- Dom Mathieu Fiévet (14. Jahrhundert), Professor für kanonisches Recht in Paris
- Giulio de' Medici, später Papst Clemens VII., Kommendeabt von 1519 bis 1523
- Jacques De Maquais, Abt von 1583 bis 1604, Autor von asketischen und theologischen Büchern
- Robert Delezenne, letzter Abt

### Mönche
- Ailbertus von Antoing war Augustiner-Chorherr unter Odo und gründete später die Abtei Rolduc.
- Amand Duchâtel begann als Mönch in der Abtei St. Martin und wurde dann Prior von Saint-Sauveur d’Anchin und anschließend Abt von St. Richtrudis und St. Peter in Marchiennes.

- Alulfus, Sänger und Verfasser einer Liber gregorialis (12. Jahrhundert).